# وجهی سنجاری
وجهی سنجاری از شعرای قرن دهم هجری در منطقه کردنشین سنجار است.

## نمونه‌ای از اشعار وجهی
| مرا چنانکه منم جمله خلق دانستند |  | ترا چنانکه تویی هیچکس نمیداند |